# بخش طرهان
بخش طَرهان از بخش‌های شهرستان کوهدشت در استان لرستان ایران است. مرکز این بخش شهرگراب است و دارای ۲ دهستان به نام طرهان‌شرقی و غربی می‌باشد. طبق سرشماری سال ۱۴۰۰ جمعیت آن ۲۴۶۸۰ نفر می‌باشد. طبق مستندات تقسیمات‌کشوری وزارت کشور، شهر گراب بعنوان مرکز بخش طرهان در سال ۱۳۵۹ شناخته شده و طرهان کنونی نیز در سال ۱۳۶۷ به بخش تبدیل شده است. طرهان اولین دهستان شهرستان کوهدشت بود که به بخش تبدیل شد.

## طرحان قدیم
طرهان سرزمینی بوده که از سمت شمال و غرب به دلفان و رودخانه سیمره، از جنوب به رودخانه کشکان و از خاور به بخش چگنی محدود می‌شده است، این بخش از ۳ دهستان و ۱۴۱ آبادی تشکیل شده بود و جمعیتی (طرهان قدیم) بالغ بر ۲۱۰ هزار نفر و وسعتی در حدود ۳۹۰۴ کیلومتر مربع داسته است که ۱۹۰ هزار هکتارآن زمین کشاورزی و۱۷۰هزارهکتار دیم و ۲۰هزارهکتارابی بوده است. سه دهستان این بخش وسیع طبق تقسیمات کشوری به این ترتیب معرفی می‌شدند:
۱- کوهدشت ۲- رومشکان ۳- طرهان که مرکز آن کوهدشت بود.

## دهستان‌ها
- دهستان طرهان غربی
- دهستان طرهان شرقی

## روستاها
سرطرهان حسین‌آباد)
سرطرهان چاه خیره)
سرطرهان دم چیا)
رئیسوند)
دم روستان)
اولاد نقی‌آباد)
گراب کوچک (بیر)
چاه شوره محمد زکی)
چاه شوره شَرمیر)
چاه شوره ابدل کریم)
چاه شروه حیدرعلی)
چاه شوره لطیف احمدی‌نژاد)
چغاپیت علیا)
چغاپیت سفلی)
زوله)
قبله)
تنگ کبودگلابی)
پشت تنگ)
بابا گردعلی)
کول بادم)
سیاپله)
درمره)
چروکرَ)
کلسرخ اسدآباد)
کلسرخ عیدی)
چم چل)
وزم) گل زرد علیا) گل زرد سفلی
شهرگراب

## تاریخ و اثارتاریخی
قدمت منطقه طرهان، که شهرگراب مرکز آن است، به ۳۰۰۰ سال قبل از میلادمسیح بازمی‌گردد. این منطقه دارای آثار تاریخی متعددی از جمله تپه‌های طرهان، تپه صحرای ۱ و ۴ مربوط به دوره ساسانیان، و قلعه گراب مربوط به عصرمفرغ و دوره اشکانیان است.